# Psittacanthus martinicensis
Psittacanthus martinicensis är en tvåhjärtbladig växtart som först beskrevs av Carl Friedrich Philipp von Martius, och fick sitt nu gällande namn av August Wilhelm Eichler. Psittacanthus martinicensis ingår i släktet Psittacanthus och familjen Loranthaceae. Inga underarter finns listade i Catalogue of Life.